# Liste der Bodendenkmale in Bispingen
In der Liste der Bodendenkmale in Bispingen sind alle Bodendenkmale der niedersächsischen Gemeinde Bispingen aufgelistet. Die Quelle ist der Denkmalatlas Niedersachsen. Der Stand der Liste ist der 16. Oktober 2024.

## Allgemein

Bispingen im Heidekreis

In den Spalten finden sich folgende Informationen des Bodendenkmales:
Lagegeographische Koordinaten
BezeichnungBezeichnung lt. Denkmalatlas
BeschreibungBeschreibung lt. Denkmalatlas
IDObjekt-ID
BildBild, ggf. zusätzlich mit Link zu weiteren Fotos im Medienarchiv Wikimedia Commons.

## Behringen
| Lage                       | Bezeichnung                | Beschreibung | ID       | Bild |
| -------------------------- | -------------------------- | --- | -------- | ---- |
| 53° 7′ 0″ N, 9° 58′ 38″ O  | Behringen 50, Grabhügel    | Flache Kuppe und verwaschene Ränder, Durchmesser ca. 20 m und Höhe ca. 1,0 m. Nordost-, bis Südostrand beim Wegebau abgetragen.           | 34825517 | BW   |
| 53° 7′ 8″ N, 9° 57′ 39″ O  | Behringen 60, Grabhügel    | Flache Kuppe und sanft auslaufende Ränder, Durchmesser ca. 15 m und Höhe ca. 0,9 m.                                                       | 34825644 | BW   |
| 53° 6′ 15″ N, 9° 56′ 2″ O  | Behringen 68, Grabhügel    | Rund, deutlich abgesetzt, Durchmesser ca. 11 m und Höhe ca. 0,9 m.                                                                        | 34825998 | BW   |
| 53° 5′ 39″ N, 9° 56′ 0″ O  | Behringen 86, Grabhügel    | Deutlich abgesetzt, Größe ca. 23 m (Ost-West) bzw. 17 m (Nord-Süd) und Höhe ca. 1,3 m. Durch die Mitte in Nord-Süd-Richtung Eingrabungen. | 34820573 | BW   |
| 53° 5′ 35″ N, 9° 55′ 55″ O | Behringen 87, Grabhügel    | Deutlich abgesetzt mit abgeflachter Mitte, Durchmesser ca. 12 m und Höhe ca. 0,7 m.                                                       | 34820574 | BW   |
| 53° 5′ 35″ N, 9° 55′ 58″ O | Behringen 88, Grabhügel    | Deutlich abgesetzt und leicht zerklüftet, Durchmesser ca. 16 m und Höhe ca. 1,0 m.                                                        | 34820694 | BW   |
| 53° 7′ 0″ N, 9° 57′ 28″ O  | Behringen 106, Grabhügel   | Ebenmäßig gewölbt, Durchmesser ca. 20 m und ca. 1,3 m, mit abgesetztem Rand.                                                              | 34821135 | BW   |
| 53° 7′ 2″ N, 9° 58′ 0″ O   | Behringen 119, Grabhügel   | Hoch und sehr deutlich abgesetzt, Durchmesser 22 m und Höhe 1,5 m.                                                                        | 34821487 | BW   |
| 53° 6′ 29″ N, 9° 56′ 36″ O | Behringen 120, Grabhügel   | Flache Kuppe und abgesetzten Rändern, Durchmesser ca. 16 m und Höhe ca. 0,9 m.                                                            | 34821488 | BW   |
| 53° 6′ 28″ N, 9° 56′ 36″ O | Behringen 121, Grabhügel   | Flache Kuppe und schwach abgesetzte Ränder, Durchmesser ca. 8 m und Höhe ca. 0,6 m.                                                       | 34821489 | BW   |
| 53° 6′ 26″ N, 9° 56′ 33″ O | Behringen 122, Grabhügel   | Deutlich abgesetzt, Durchmesser ca. 15 m und Höhe ca. 1,2 m.                                                                              | 34821552 | BW   |
| 53° 5′ 25″ N, 9° 56′ 9″ O  | Behringen 127, Grabhügel   | Zahlreiche Eingrabungen und verwaschener Rand, Durchmesser ca. 10 m und Höhe ca. 0,4 m.                                                   | 34821566 | BW   |
| 53° 5′ 34″ N, 9° 56′ 8″ O  | Behringen 132, Grabhügel   | | 34821607 | BW   |
| 53° 7′ 35″ N, 9° 56′ 20″ O | Behringen 134, Grabhügel   | Annähernd rund, nach Nordwesten und Südwesten weiter fallend, mit fließend auslaufenden Rändern, Durchmesser ca. 16 m und Höhe ca. 0,7 m. | 34821609 | BW   |
| 53° 7′ 51″ N, 9° 57′ 17″ O | Behringen 136, Grabhügel   | Annähernd rund, Durchmesser ca. 12 m und Höhe ca. 0,8 m.                                                                                  | 34821673 | BW   |
| 53° 7′ 18″ N, 9° 57′ 55″ O | Behringen 138, Rillenstein | Findling von ca. 70 × 63 × 50 cm Größe mit einer deutlichen künstlichen Mulde.                                                            | 34821747 | BW   |

### Behringen 1
- ID:34823761
- Eine Gruppe von ehemals 27 Grabhügeln. Die Grabhügel mit den FStNr. 1 und 22 sind zerstört. Sehr viele der erhaltenen sind sehr klein und kaum noch im Gelände erkennbar.

| Lage                       | Bezeichnung  | Beschreibung | ID       | Bild |
| -------------------------- | ------------ | --- | -------- | ---- |
| 53° 7′ 16″ N, 9° 58′ 0″ O  | Behringen 2  | Sehr flache Kuppe und verwaschene Ränder, Durchmesser ca. 8 m und Höhe ca. 0,3 m, durch Panzer völlig zerfahren.                                                                     | 34824285 | BW   |
| 53° 7′ 16″ N, 9° 57′ 59″ O | Behringen 3  | Am Nordwest-Rand erhalten, Durchmesser ca. 8 m, Höhe ist nicht mehr messbar. | 34824356 | BW   |
| 53° 7′ 16″ N, 9° 57′ 59″ O | Behringen 4  | Ungestörter Hügel mit flacher Kuppe und sanft auslaufenden Rändern, Durchmesser ca. 8 m und Höhe ca. 0,6 m.                                                                          | 34824357 | BW   |
| 53° 7′ 15″ N, 9° 57′ 59″ O | Behringen 5  | Ebenmäßig gewölbt mit abgesetztem Rand, Durchmesser ca. 8 m und Höhe ca. 0,5 m. | 34824358 | BW   |
| 53° 7′ 16″ N, 9° 57′ 58″ O | Behringen 6  | Durchmesser 6 m, Höhe kann auf Grund der zahlreichen vorhandenen Störungen nicht mehr gemessen werden.                                                                               | 34824457 | BW   |
| 53° 7′ 16″ N, 9° 57′ 58″ O | Behringen 7  | Sehr flach, Durchmesser ca. 4 m. | 34824458 | BW   |
| 53° 7′ 16″ N, 9° 57′ 58″ O | Behringen 8  | Flach, verwaschen, Durchmesser 7 m und Höhe ca. 0,2 m. | 34824459 | BW   |
| 53° 7′ 16″ N, 9° 57′ 57″ O | Behringen 9  | Flach gewölbte Kuppe und sanft auslaufende Ränder, Durchmesser ca. 16 m und Höhe ca. 0,8 m, aus gelbem Sand aufgeschüttet.                                                           | 34824479 | BW   |
| 53° 7′ 16″ N, 9° 57′ 56″ O | Behringen 10 | Sehr flach, Durchmesser ca. 5 m. | 34824480 | BW   |
| 53° 7′ 16″ N, 9° 57′ 56″ O | Behringen 11 | Kleine kräftige Kuppe und abgesetzter Rand, Durchmesser ca. 6 m und Höhe ca. 0,3 m.                                                                                                  | 34824481 | BW   |
| 53° 7′ 16″ N, 9° 57′ 56″ O | Behringen 12 | Anscheinend unversehrt mit sehr flacher Kuppe und verwaschenenen Rändern, Durchmesser ca. 6 m und Höhe ca. 0,3 m.                                                                    | 34824546 | BW   |
| 53° 7′ 16″ N, 9° 57′ 56″ O | Behringen 13 | Sehr flache Kuppe und verwaschene Ränder, Durchmesser ca. 6 m und Höhe ca. 0,2 m. | 34824547 | BW   |
| 53° 7′ 16″ N, 9° 57′ 55″ O | Behringen 14 | Kleine kräftige Kuppe, Durchmesser ca. 7 m und Höhe ca. 0,4 m. | 34824548 | BW   |
| 53° 7′ 17″ N, 9° 57′ 56″ O | Behringen 15 | Verwaschener Rand, Durchmesser ca. 5 m, obertägig kaum noch erkennbar. | 34824574 | BW   |
| 53° 7′ 17″ N, 9° 57′ 55″ O | Behringen 16 | Flache Kuppe und sanft auslaufende Ränder, Durchmesser ca. 9 m und Höhe ca. 0,4 m.                                                                                                   | 34824575 | BW   |
| 53° 7′ 17″ N, 9° 57′ 54″ O | Behringen 17 | Kräftige Kuppe und abgesetzter Rand, am Nordrand abgetragen, Durchmesser ca. 8 m und Höhe ca. 0,6 m.                                                                                 | 34824576 | BW   |
| 53° 7′ 17″ N, 9° 57′ 55″ O | Behringen 18 | Kräftige Kuppe und abgesetzter Rand, am Nordrand abgetragen, Durchmesser ca. 8 m und Höhe ca. 0,6 m.                                                                                 | 34824645 | BW   |
| 53° 7′ 17″ N, 9° 57′ 53″ O | Behringen 19 | Durchmesser 5 m, sehr flache und verwaschene Form. | 34824646 | BW   |
| 53° 7′ 17″ N, 9° 57′ 53″ O | Behringen 20 | Durchmesser ca. 5 m, nur noch als sehr flache Bodenerhöhung erkennbar. | 34824647 | BW   |
| 53° 7′ 16″ N, 9° 57′ 54″ O | Behringen 21 | Kleine Kuppe, Durchmesser ca. 7 m und Höhe ca. 0,4 m. | 34824729 | BW   |
| 53° 7′ 16″ N, 9° 57′ 53″ O | Behringen 23 | Flache Kuppe und auslaufender Rand, Durchmesser ca. 28 m und Höhe ca. 1,3 m. In der Mitte eine flache Grabungskuhle von 3 m Durchmesser, am Süd- und Südostrand alte Grabungslöcher. | 34824731 | BW   |
| 53° 7′ 17″ N, 9° 57′ 53″ O | Behringen 24 | Durchmesser 5,5 m und Höhe 0,2 m. Kleine flache Kuppe mit verwaschenem Rand. | 34824845 | BW   |
| 53° 7′ 17″ N, 9° 57′ 52″ O | Behringen 25 | Flache Kuppe und verwaschene Ränder, Durchmesser ca. 18 m und Höhe ca. 0,6 m. | 34824846 | BW   |
| 53° 5′ 50″ N, 9° 56′ 10″ O | Behringen 26 | Flach gewölbte Kuppe und verwaschene Ränder, Durchmesser ca. 20 m und Höhe ca. 1,2 m.                                                                                                | 34826140 | BW   |
| 53° 7′ 18″ N, 9° 57′ 53″ O | Behringen 27 | Durchmesser ca. 5 m, nur noch als flache, verwaschene Bodenerhöhung erkennbar. | 34824969 | BW   |

### Behringen 75
- ID:34824215
- Eine Gruppe von elf Grabhügeln mit 7–20 m Durchmesser und 0,6–1,3 m Höhe.

| Lage                       | Bezeichnung  | Beschreibung                                                                                                | ID       | Bild |
| -------------------------- | ------------ | --- | -------- | ---- |
| 53° 5′ 50″ N, 9° 56′ 9″ O  | Behringen 75 | Flache Kuppe und schwach abgesetzten Rändern, Durchmesser ca. 20 m und Höhe ca. 1,3 m.                      | 34826140 | BW   |
| 53° 5′ 49″ N, 9° 56′ 10″ O | Behringen 76 | Sehr kleine Kuppe und verwaschene Ränder, Durchmesser ca. 15 m und Höhe ca. 0,5 m.                          | 34826181 | BW   |
| 53° 5′ 48″ N, 9° 56′ 11″ O | Behringen 77 | Flache Kuppe mit verwaschenen, durch Fuchsbaue verwühlten Rändern, Durchmesser ca. 14 m und Höhe ca. 0,7 m. | 34826182 | BW   |
| 53° 5′ 48″ N, 9° 56′ 10″ O | Behringen 78 | Sehr flache Kuppe und verwaschene Ränder, Durchmesser ca. 8 m und Höhe ca. 0,5 m.                           | 34826183 | BW   |
| 53° 5′ 49″ N, 9° 56′ 9″ O  | Behringen 79 | Deutlich abgesetzt mit stark beschädigter Oberfläche, Durchmesser ca. 19 m und Höhe ca. 1,2 m.              | 34820417 | BW   |
| 53° 5′ 49″ N, 9° 56′ 6″ O  | Behringen 80 | Deutlich abgesetzt, Durchmesser ca. 12 m und Höhe ca. 0,7 m.                                                | 34820418 | BW   |
| 53° 5′ 49″ N, 9° 56′ 6″ O  | Behringen 81 | Deutlich abgesetzt, Durchmesser ca. 13 m und Höhe ca. 0,8 m.                                                | 34820419 | BW   |
| 53° 5′ 47″ N, 9° 56′ 7″ O  | Behringen 82 | Deutlich abgesetzt, Durchmesser ca. 19 m und Höhe ca. 1,3 m.                                                | 34820511 | BW   |
| 53° 5′ 45″ N, 9° 56′ 8″ O  | Behringen 83 | Deutlich abgesetzt mit Spuren vom Überpflügen, Durchmesser ca. 11 m und Höhe ca. 0,6 m.                     | 34820512 | BW   |
| 53° 5′ 46″ N, 9° 56′ 8″ O  | Behringen 84 | Deutlich abgesetzt mit Spuren vom Überpflügen, Durchmesser ca. 13 m und Höhe ca. 0,7 m.                     | 34820513 | BW   |

## Bispingen
| Lage                       | Bezeichnung             | Beschreibung | ID       | Bild |
| -------------------------- | ----------------------- | --- | -------- | ---- |
| 53° 5′ 15″ N, 9° 58′ 57″ O | Bispingen 3, Grabhügel  | Schwach gewölbt mit abgesetztem Rand und einer schwachen Eintiefung in der Mitte. Durchmesser ca. 9 m und Höhe ca. 0,5 m. | 34822415 | BW   |
| 53° 4′ 51″ N, 9° 58′ 36″ O | Bispingen 8, Grabhügel  | Deutlich abgesetzt, im Süden von Straßengraben angeschnitten, Durchmesser ca. 17 m und Höhe ca. 0,9 m.                    | 34821781 | BW   |
| 53° 4′ 22″ N, 10° 0′ 51″ O | Bispingen 30, Grabhügel | Ebenmäßig gewölbt, 17 × 18 m und Höhe ca. 1 m.                                                                            | 34822169 | BW   |

## Borstel in der Kuhle
| Lage                       | Bezeichnung                        | Beschreibung | ID       | Bild |
| -------------------------- | ---------------------------------- | --- | -------- | ---- |
| 53° 6′ 27″ N, 10° 0′ 38″ O | Borstel in der Kuhle 11, Grabhügel | Oval (Nord-Süd Richtung orientiert), Länge 13 m, Breite 11 m und Höhe 0,9 m, deutlich abgesetzt.                                               | 34821617 | BW   |
| 53° 6′ 26″ N, 10° 0′ 36″ O | Borstel in der Kuhle 12, Grabhügel | Durchmesser 12 m und Höhe 1,20 m. | 34821618 | BW   |
| 53° 6′ 36″ N, 10° 0′ 27″ O | Borstel in der Kuhle 17, Grabhügel | Oval, ca. 20 × 14 m und Höhe ca. 0,8 m. | 34821790 | BW   |
| 53° 6′ 44″ N, 9° 59′ 55″ O | Borstel in der Kuhle 22, Grabhügel | Nach der Ausgrabung wurden 1957 die Steineinbauten des Hügels konserviert. Hügelkranz, Durchmesser ca. 27 m und Höhe ca. 1,0 m, rekonstruiert. | 34822047 | BW   |
| 53° 6′ 44″ N, 9° 59′ 54″ O | Borstel in der Kuhle 23, Grabhügel | Durchmesser ca. 19 m und Höhe 2,0 m. | 34822048 | BW   |
| 53° 6′ 44″ N, 9° 59′ 53″ O | Borstel in der Kuhle 24, Grabhügel | Durchmesser ca. 12 m und Höhe 0,8 m. | 34822049 | BW   |
| 53° 6′ 20″ N, 10° 0′ 2″ O  | Borstel in der Kuhle 30, Grabhügel | Auslaufender Rand und Eingrabung in der Hügelmitte, Durchmesser 8 m und Höhe 0,4 m.                                                            | 34822226 | BW   |
| 53° 6′ 36″ N, 10° 0′ 25″ O | Borstel in der Kuhle 44, Grabhügel | Annähernd oval, Durchmesser ca. 10 m und Höhe ca. 0,8 m.                                                                                       | 34822507 | BW   |

## Haverbeck
| Lage                       | Bezeichnung                                   | Beschreibung | ID       | Bild |
| -------------------------- | --------------------------------------------- | --- | -------- | ---- |
| 53° 8′ 56″ N, 9° 55′ 14″ O | Haverbeck 2, Grabhügel                        | Völlig durchgegraben, Durchmesser ca. 12 m und Höhe ca. 0,7 m. Kanten steilwandig abgegraben. | 34822890 | BW   |
| 53° 8′ 48″ N, 9° 56′ 20″ O | Haverbeck 27, Grabhügel                       | Kräftige Kuppe und abgesetzte Ränder, Kanten steil abgegraben, Durchmesser ca. 14 m und Höhe ca. 1,3 m. In der Mitte ein Krater. | 34823429 | BW   |
| 53° 8′ 50″ N, 9° 56′ 16″ O | Haverbeck 28, Grabhügel                       | (Nord-Süd Richtung orientiert), Länge ca. 19 m, Breite ca. 13 m und Höhe ca. 1,3 m. Kuppe länglich und kräftig mit abgesetzten Rändern. In der Mitte ein länglicher Krater. | 34823478 | BW   |
| 53° 8′ 52″ N, 9° 56′ 20″ O | Haverbeck 29, Grabhügel                       | Kräftige Kuppe und steil abgegrabene Ränder, in der Mitte ein tiefer Krater, Durchmesser ca. 15 m und Höhe ca. 1,4 m. | 34823479 | BW   |
| 53° 8′ 58″ N, 9° 56′ 22″ O | Haverbeck 30, Grabhügel                       | Kräftige Kuppe und abgesetzte Ränder, in der Mitte ein unregelmäßiger Krater, durch Grenzgraben am Rand geschnitten, Durchmesser ca. 14 m und Höhe 1,2 m. | 34823480 | BW   |
| 53° 9′ 2″ N, 9° 56′ 21″ O  | Haverbeck 31, Grabhügel                       | Kräftige Kuppe und abgesetzte Ränder, Oberfläche etwas unregelmäßig, Durchmesser ca. 19 m und Höhe ca. 1,6 m. | 34823509 | BW   |
| 53° 9′ 17″ N, 9° 55′ 5″ O  | Haverbeck 42, Grabhügel                       | Kräftige Kuppe und deutlich abgesetzte Ränder, Durchmesser ca. 20 m und Höhe ca. 1,8 m. Am Nordrand beim Wegebau etwas eingeebnet. | 34823813 | BW   |
| 53° 9′ 21″ N, 9° 55′ 8″ O  | Haverbeck 43, Grabhügel                       | Flach gewölbte Kuppe und sanft auslaufende Ränder, Durchmesser ca. 14 m und Höhe ca. 1 m. Nordrand beim Wegebau abgetragen. | 34823942 | BW   |
| 53° 9′ 22″ N, 9° 55′ 1″ O  | Haverbeck 44, Grabhügel                       | Flach gewölbte Kuppe und schwach abgesetzte Ränder, Durchmesser ca. 17 m und Höhe ca. 1,4 m. | 34823943 | BW   |
| 53° 9′ 24″ N, 9° 54′ 56″ O | Haverbeck 53, Grabhügel                       | Kräftige Kuppe und abgesetzte Ränder, Durchmesser ca. 17 m und Höhe ca. 1,5 m. | 34824046 | BW   |
| 53° 9′ 30″ N, 9° 54′ 58″ O | Haverbeck 54, Grabhügel                       | Flache Kuppe und abgesetzte Ränder, Durchmesser ca. 17 m und Höhe ca. 1,4 m. | 34824208 | BW   |
| 53° 9′ 26″ N, 9° 54′ 25″ O | Haverbeck 59, Grabhügel                       | Große, flache Kuppe und sanft auslaufende Ränder, Durchmesser ca. 15 m und Höhe ca. 0,7 m. | 34824247 | BW   |
| 53° 9′ 33″ N, 9° 54′ 35″ O | Haverbeck 60, Grabhügel                       | Flache Kuppe und abgesetzte Ränder, Durchmesser ca. 16 m und Höhe ca. 1,0 m. | 34824248 | BW   |
| 53° 9′ 31″ N, 9° 54′ 35″ O | Haverbeck 61, Grabhügel                       | Kleine, kräftige Kuppe und abgesetzte Ränder, in der Mitte ein tiefer, länglicher Krater. Durchmesser ca. 15 m und Höhe ca. 1,1 m. | 34824314 | BW   |
| 53° 7′ 58″ N, 9° 54′ 17″ O | Haverbeck 79, Grabhügel                       | Flache Kuppe und auslaufende Ränder, Durchmesser ca. 10 m und Höhe ca. 0,6 m. In der Mitte eine flache, runde Delle. | 34824644 | BW   |
| 53° 7′ 52″ N, 9° 54′ 5″ O  | Haverbeck 80, Grabhügel                       | Flache Kuppe und verwaschene Ränder, Durchmesser ca. 14 m und Höhe ca. 0,6 m. In der Mitte eine sehr flache Delle. | 34824689 | BW   |
| 53° 8′ 57″ N, 9° 53′ 57″ O | Haverbeck 81, Grabhügel                       | Kleine, flache Kuppe und sanft auslaufende Ränder, Durchmesser ca. 15 m und Höhe ca. 0,7 m. | 34824690 | BW   |
| 53° 8′ 55″ N, 9° 53′ 58″ O | Haverbeck 82, Grabhügel                       | Kleine, kräftige Kuppe und sanft auslaufende Ränder, Durchmesser ca. 18 m und Höhe ca. 1,3 m. | 34824691 | BW   |
| 53° 8′ 47″ N, 9° 54′ 3″ O  | Haverbeck 83, Grabhügel                       | Nach der Grabung von 1952 mit einem Durchmesser 12 m und Höhe ca. 1,0 m rekonstruiert. | 34824786 | BW   |
| 53° 7′ 45″ N, 9° 56′ 12″ O | Haverbeck 84, Grabhügel                       | Flache, gut erhaltene Kuppe und sanft auslaufende Ränder, Durchmesser ca. 9 m und Höhe ca. 0,4 m. | 34824787 | BW   |
| 53° 7′ 45″ N, 9° 54′ 52″ O | Haverbeck 86, Grabhügel                       | Flach gewölbte Kuppe und schwach abgesetzte Kanten, Durchmesser ca. 21 m und Höhe ca. 1,2 m. In der Mitte ein altes Ausgrabungsloch. | 34824869 | BW   |
| 53° 8′ 26″ N, 9° 57′ 2″ O  | Haverbeck 88, Grabhügel                       | Flache Kuppe und sanft auslaufende Kanten, Durchmesser ca. 14 m mund Höhe ca. 0,7 m. | 34824870 | BW   |
| 53° 8′ 28″ N, 9° 57′ 3″ O  | Haverbeck 89, Grabhügel                       | Flach gewölbte Kuppe und sanft auslaufende Ränder, Durchmesser ca. 17 m und Höhe ca. 1,2 m. | 34824871 | BW   |
| 53° 8′ 28″ N, 9° 57′ 5″ O  | Haverbeck 90, Grabhügel                       | Kleine, flache Kuppe und sanft auslaufende Kanten, Durchmesser ca. 9 m und Höhe ca. 0,5 m. Nordwestteil zergraben. | 34824988 | BW   |
| 53° 8′ 29″ N, 9° 57′ 5″ O  | Haverbeck 94, Grabhügel                       | Flache, gut erhaltene Kuppe und abgesetzte Ränder, Durchmesser ca. 8 m und Höhe ca. 0,6 m. | 34825007 | BW   |
| 53° 8′ 6″ N, 9° 56′ 33″ O  | Haverbeck 95, Grabhügel                       | Durchmesser ca. 8 m und Höhe ca. 0,4 m. Großer Steinhügel aus faust- bis überkopfgroßen Steinen. | 34825008 | BW   |
| 53° 8′ 3″ N, 9° 56′ 38″ O  | Haverbeck 96, Grabhügel                       | Flach gewölbte, kleine Kuppe und sanft auslaufende Ränder, Durchmesser ca. 11 m und Höhe ca. 0,7 m. An Nordostseite von Waldweg angeschnitten. | 34825009 | BW   |
| 53° 8′ 37″ N, 9° 57′ 9″ O  | Haverbeck 99, Grabhügel                       | Flach gewölbte Kuppe und auslaufende Ränder, Durchmesser ca. 11 m und Höhe ca. 0,9 m. In der Mitte, in Ost-West-Richtung ein verwachsener Suchgraben. | 34825106 | BW   |
| 53° 8′ 57″ N, 9° 53′ 10″ O | Haverbeck 101, Befestigter Speicher           | Spätmittelalterliche burgartige Anlage. Innenfläche plan, an der Außenseite drei niedrige Wälle mit tiefen Gräben dazwischen. Böschungen sind ziemlich steil und rezent aussehend. Der äußere Wall schwenkt an der Nordostecke rechtwinklig aus. An der Nordwestecke eine Erweiterung um einige Meter mit abgerundeten Wallkanten. Eingang an der Ostseite. Der Durchmesser, innen von Graben zu Graben ca. 22 m. An der Ostseite, direkt außerhalb der Anlage ein eingestürzter, tiefer Brunnen. | 34825253 | BW   |
| 53° 9′ 34″ N, 9° 54′ 31″ O | Haverbeck 114, Grabhügel                      | Grabhügelrest, Durchmesser ca. 12 m und Höhe 0,5 m, bis auf den Südrand abgetragen, der verbliebene Rand ist sanft abfallend. Westrand durch alte Wegespur angeschnitten. | 34825390 | BW   |
| 53° 8′ 38″ N, 9° 54′ 51″ O | Haverbeck 135, Rillenstein                    | Granitstein, Größe ca. 0,6 × 0,8 × 0,4 m. Breite Rille verläuft über die Oberseite und über eine Schmalseite. | 34825768 | BW   |
| 53° 8′ 12″ N, 9° 53′ 49″ O | Haverbeck 137, Schnedehügel (Grenzmarkierung) | Annähernd rund, Durchmesser ca. 9 m und Höhe ca. 0,9 m. Eine Grenzfurche verläuft über den Hügel, in der Mitte ein Grenzstein. | 34825862 | BW   |
| 53° 7′ 52″ N, 9° 53′ 59″ O | Haverbeck 138, Schnedehügel (Grenzmarkierung) | Rund, Durchmesser 8 m und Höhe 0,6 m. Der Aushubgraben wird von noch schwach erkennbaren Umwallung umschlossen. Gesamtdurchmesser ca. 18 m. | 34824395 | BW   |

### Haverbeck 4
- ID:34823444
- Grabhügelfeld: Gruppe von elf Grabhügeln mit Durchmessern zwischen 10 und 25 m und Höhen zwischen 0,7 und 1,6 m.

| Lage                       | Bezeichnung  | Beschreibung | ID       | Bild |
| -------------------------- | ------------ | --- | -------- | ---- |
| 53° 9′ 7″ N, 9° 56′ 4″ O   | Haverbeck 4  | Kleine kräftige Kuppe und unregelmäßiger Oberfläche sowie steil abgegrabenen Kanten, Durchmesser ca. 8 m und Höhe ca. 1 m. Südöstlicher Teil zu 1/3 bei der Anlage des Weges abgegraben. | 34822914 | BW   |
| 53° 9′ 5″ N, 9° 56′ 4″ O   | Haverbeck 5  | Kleine kräftige Kuppe und abgesetzte Ränder, Kanten abgegraben, Durchmesser ca. 13 m und Höhe ca. 0,8 m. Nordwestlicher Teil beim Wegebau abgetragen.                                    | 34822915 | BW   |
| 53° 9′ 5″ N, 9° 56′ 8″ O   | Haverbeck 6  | Kräftige Kuppe und unregelmäßigem Loch in der Mitte, Durchmesser ca. 14 m und Höhe ca. 1,3 m. Ränder steil abgegraben.                                                                   | 34822916 | BW   |
| 53° 9′ 7″ N, 9° 56′ 8″ O   | Haverbeck 7  | Kräftige Kuppe und in der Mitte ein unregelmäßiger Trichter, Durchmesser ca. 15 m und Höhe ca. 1,6 m. Ränder steil abgegraben.                                                           | 34822948 | BW   |
| 53° 9′ 8″ N, 9° 56′ 10″ O  | Haverbeck 8  | Kräftige Kuppe und ein unregelmäßigem Loch in der Mitte. Durchmesser ca. 14 m und Höhe ca. 1,4 m. Ränder steil abgegraben.                                                               | 34822949 | BW   |
| 53° 9′ 5″ N, 9° 56′ 12″ O  | Haverbeck 9  | Kräftige Kuppe und ein Trichter in der Mitte. Durchmesser ca. 11 m und Höhe ca. 0,9 m. Ränder unversehrt.                                                                                | 34822950 | BW   |
| 53° 9′ 6″ N, 9° 56′ 13″ O  | Haverbeck 10 | Kräftige Kuppe und ein großer, unregelmäßiger Trichter in der Mitte. Durchmesser ca. 17 m und Höhe ca. 0,9 m. Ränder teilweise abgegraben.                                               | 34823002 | BW   |
| 53° 9′ 7″ N, 9° 56′ 15″ O  | Haverbeck 11 | Kräftige Kuppe und tiefen Trichter in der Mitte, Durchmesser ca. 14 m und Höhe ca. 0,9 m.                                                                                                | 34823003 | BW   |
| 53° 9′ 8″ N, 9° 56′ 16″ O  | Haverbeck 12 | Flach gewölbte Kuppe und abgesetzte Ränder, Durchmesser ca. 12 m und Höhe ca. 0,8 m. | 34823004 | BW   |
| 53° 9′ 9″ N, 9° 56′ 17″ O  | Haverbeck 13 | Kleine, kräftige Kuppe, Durchmesser ca. 10 m und Höhe ca. 0,7 m. | 34823207 | BW   |
| 53° 9′ 10″ N, 9° 56′ 13″ O | Haverbeck 14 | Kräftige Kuppe, Oberfläche unregelmäßig zergraben, Durchmesser ca. 17 m und Höhe ca. 1,5 m. Am Südostrand ein Grenzgraben über den Hügel.                                                | 34823208 | BW   |

### Haverbeck 15
- ID:34821207
- Grabhügelfeld: Gruppe von ehemals 16 Grabhügeln. Obertägig abgetragen sind die Grabhügel mit den FStNr. 15, 17, 109 und 113. Die übrigen sind mit 8–17 m Durchmesser und 0,5–1,8 m Höhe erhalten.

| Lage                       | Bezeichnung   | Beschreibung | ID       | Bild |
| -------------------------- | ------------- | --- | -------- | ---- |
| 53° 8′ 54″ N, 9° 55′ 44″ O | Haverbeck 16  | Schmaler Rest, Durchmesser ca. 14 m und Höhe ca. 1,0 m.                                                                            | 34823249 | BW   |
| 53° 8′ 52″ N, 9° 55′ 49″ O | Haverbeck 18  | Flach gewölbte Kuppe und sanft auslaufende Ränder, Durchmesser ca. 16 m und Höhe ca. 0,7 m. In der Mitte eine unregelmäßige Grube. | 34823251 | BW   |
| 53° 8′ 51″ N, 9° 55′ 50″ O | Haverbeck 19  | Kräftige Kuppe und unregelmäßig zergrabene Oberfläche, Durchmesser ca. 19 m und Höhe ca. 1,8 m.                                    | 34823333 | BW   |
| 53° 8′ 50″ N, 9° 55′ 53″ O | Haverbeck 20  | Kleine kräftige Kuppe und abgesetzte Ränder, in der Mitte ein tiefer Krater, Durchmesser ca. 17 m und Höhe ca. 1,2 m.              | 34823334 | BW   |
| 53° 8′ 49″ N, 9° 55′ 55″ O | Haverbeck 21  | Kleine, flach gewölbte Kuppe und unregelmäßige, aber anscheinend unversehrte Oberfläche, Durchmesser ca. 8 m und Höhe ca. 0,5 m.   | 34823335 | BW   |
| 53° 8′ 49″ N, 9° 55′ 48″ O | Haverbeck 22  | Kleine, kräftige Kuppe und steil abfallende Ränder, in der Mitte ein Krater, Durchmesser ca. 10 m und Höhe ca. 0,9 m.              | 34823409 | BW   |
| 53° 8′ 47″ N, 9° 55′ 39″ O | Haverbeck 23  | Flach gewölbte unregelmäßige Oberfläche und zerfahrener Südrand, Durchmesser ca. 15 m und Höhe ca. 0,8 m.                          | 34823410 | BW   |
| 53° 8′ 48″ N, 9° 55′ 38″ O | Haverbeck 24  | Durchmesser ca. 14 m und Höhe ca. 0,7 m.                                                                                           | 34823411 | BW   |
| 53° 8′ 48″ N, 9° 55′ 37″ O | Haverbeck 25  | Vollständig zergraben, Durchmesser ca. 12 m und Höhe noch 0,6 m.                                                                   | 34823427 | BW   |
| 53° 8′ 46″ N, 9° 55′ 34″ O | Haverbeck 26  | Kleine kräftige Kuppe und abgesetzte Ränder, sowie Krater in der Mitte, Durchmesser ca. 12 m und Höhe ca. 0,7 m.                   | 34823428 | BW   |
| 53° 8′ 44″ N, 9° 55′ 59″ O | Haverbeck 32  | Zentraler Bereich abgegraben. Randbereich erhalten, Durchmesser ca. 8 m und Höhe ca. 0,3 m.                                        | 34823510 | BW   |
| 53° 8′ 55″ N, 9° 55′ 56″ O | Haverbeck 112 | Flachen Kuppe und abgesetzte Ränder, Durchmesser ca. 16 m und Höhe ca. 0,7 m. In der Mitte ein tiefer Krater.                      | 34825388 | BW   |

### Haverbeck 33
- ID:34822318
- Grabhügelfeld: Gruppe von neun Grabhügeln. FStNr. 38 durch Überpflügen stark beschädigt, übrigen sind mit 9–16 m Durchmesser und 0,6–1,4 m Höhe gut erhalten.

| Lage                      | Bezeichnung  | Beschreibung | ID       | Bild |
| ------------------------- | ------------ | --- | -------- | ---- |
| 53° 9′ 8″ N, 9° 55′ 7″ O  | Haverbeck 33 | Kräftige Kuppe und abgesetzte Ränder, Durchmesser ca. 10 m und Höhe ca. 0,8 m.                                                            | 34823511 | BW   |
| 53° 9′ 8″ N, 9° 55′ 5″ O  | Haverbeck 34 | Unversehrt mit flach gewölbter Kuppe und abgesetzten Rändern, Durchmesser ca. 11 m und Höhe ca. 0,7 m.                                    | 34823596 | BW   |
| 53° 9′ 8″ N, 9° 55′ 6″ O  | Haverbeck 35 | Flache Kuppe und schwach abgesetzte Ränder, Durchmesser ca. 14 m und Höhe ca. 0,6 m.                                                      | 34823597 | BW   |
| 53° 9′ 10″ N, 9° 55′ 7″ O | Haverbeck 36 | Flach gewölbt mit abgesetzten Ränder, Durchmesser ca. 14 m und Höhe ca. 1,3 m.                                                            | 34823598 | BW   |
| 53° 9′ 11″ N, 9° 55′ 4″ O | Haverbeck 37 | Flach gewölbte Kuppe und sanft auslaufende Ränder, Durchmesser ca. 14 m und Höhe ca. 1,4 m. Nordostrand von einer Fahrspur angeschnitten. | 34823682 | BW   |
| 53° 9′ 12″ N, 9° 55′ 3″ O | Haverbeck 38 | Grabhügelrest mit Fläche von ca. 5 × 6 m und ca. 0,3 m Höhe erhalten.                                                                     | 34823683 | BW   |
| 53° 9′ 12″ N, 9° 55′ 2″ O | Haverbeck 39 | Flach gewölbte Kuppe und sanft auslaufende Ränder, Durchmesser ca. 17 m und Höhe ca. 1,3 m. Nordostrand durch Fahrspur stark eingedrückt. | 34823684 | BW   |
| 53° 9′ 13″ N, 9° 55′ 1″ O | Haverbeck 40 | Flache Kuppe und sanft auslaufende Ränder, Durchmesser ca. 9 m und Höhe ca. 0,6 m.                                                        | 34823811 | BW   |
| 53° 9′ 13″ N, 9° 55′ 0″ O | Haverbeck 41 | Flache Kuppe und sanft auslaufende Ränder, Durchmesser ca. 15 m und Höhe ca. 0,7 m. Nordrand bei Anlage des Weges abgetragen.             | 34823812 | BW   |

### Haverbeck 46
- ID:34822588
- Grabhügelfeld: Gruppe von acht Grabhügeln mit Durchmessern zwischen 8 und 24 m, sowie Höhen zwischen 0,4 und 1,4 m.

| Lage                       | Bezeichnung  | Beschreibung | ID       | Bild |
| -------------------------- | ------------ | --- | -------- | ---- |
| 53° 9′ 42″ N, 9° 54′ 58″ O | Haverbeck 46 | Sehr flache Kuppe und sanft auslaufende Ränder, Durchmesser ca. 6 m und Höhe ca. 0,4 m. Westseite bei Anlage eines Weges teilweise abgetragen. Flacher Grenzwall über den westlichen Bereich. | 34823944 | BW   |
| 53° 9′ 42″ N, 9° 55′ 0″ O  | Haverbeck 47 | Mächtige Kuppe und scharf abgesetzten Rändern, Durchmesser ca. 24 m und Höhe ca. 2,8–3 m. Der zentrale Trichter ist mittlerweile verwachsen.                                                  | 34823987 | BW   |
| 53° 9′ 43″ N, 9° 55′ 6″ O  | Haverbeck 48 | Flach gewölbte Kuppe und abgesetzte Ränder (in Nord-Süd-Richtung orientiert), Länge 26 m, Breite 15 m und Höhe 1,4 m.                                                                         | 34823988 | BW   |
| 53° 9′ 44″ N, 9° 55′ 4″ O  | Haverbeck 49 | Flache Kuppe und sanft auslaufende Ränder, Durchmesser ca. 20 m und Höhe ca. 0,9 m. | 34823989 | BW   |
| 53° 9′ 46″ N, 9° 55′ 5″ O  | Haverbeck 50 | Kleine Kuppe und schwach abgesetzte Ränder, Durchmesser ca. 15 m und Höhe ca. 0,7 m. | 34823439 | BW   |
| 53° 9′ 47″ N, 9° 55′ 8″ O  | Haverbeck 51 | Flache Kuppe und sanft auslaufende Ränder, Durchmesser ca. 12 m und Höhe ca. 0,7 m. | 34824044 | BW   |
| 53° 9′ 48″ N, 9° 55′ 10″ O | Haverbeck 52 | Annähernd rund, Durchmesser ca. 16 m und Höhe ca. 1,3 m. | 34824045 | BW   |

### Haverbeck 55
- ID:34825588
- Grabhügelfeld: Gruppe von fünf Grabhügeln mit 10–15 m Durchmesser und 0,5–1,3 m Höhe.

| Lage                       | Bezeichnung   | Beschreibung                                                                                                  | ID       | Bild |
| -------------------------- | ------------- | --- | -------- | ---- |
| 53° 9′ 16″ N, 9° 54′ 50″ O | Haverbeck 55  | Flache Kuppe und verwaschene Ränder, Durchmesser ca. 13 m und Höhe ca. 0,5 m.                                 | 34823440 | BW   |
| 53° 9′ 15″ N, 9° 54′ 47″ O | Haverbeck 56  | Flach gewölbte Kuppe, abgesetzte Ränder und ein Krater in der Mitte, Durchmesser ca. 12 m und Höhe ca. 1,3 m. | 34824209 | BW   |
| 53° 9′ 13″ N, 9° 54′ 52″ O | Haverbeck 57  | Annähernd rund, im südwestlichen Bereich etwas eingesunken, Durchmesser ca. 14 m und Höhe ca. 0,6 m.          | 34824210 | BW   |
| 53° 9′ 17″ N, 9° 54′ 51″ O | Haverbeck 58  | Kräftige Kuppe und abgesetzte Ränder, Durchmesser ca. 18 m und Höhe ca. 1,3 m.                                | 34824246 | BW   |
| 53° 9′ 16″ N, 9° 54′ 44″ O | Haverbeck 139 | Annähernd rund, Durchmesser ca. 14 m und Höhe von ca. 0,5 m.                                                  | 34823075 | BW   |

### Haverbeck 68
- ID:34822293
- Grabhügelfeld: Gruppe von elf Grabhügeln mit 9–15 m Durchmesser und 0,6–1,3 m Höhe.

| Lage                       | Bezeichnung  | Beschreibung | ID       | Bild |
| -------------------------- | ------------ | --- | -------- | ---- |
| 53° 8′ 47″ N, 9° 54′ 25″ O | Haverbeck 68 | Kleine kräftige Kuppe und abgesetzte Ränder, Durchmesser ca. 13 m und Höhe ca. 0,6 m. Am Nord- und Ostrand etwas unregelmäßig angegraben.                                                                                  | 34824416 | BW   |
| 53° 8′ 47″ N, 9° 54′ 26″ O | Haverbeck 69 | Flach gewölbte Kuppe und sanft auslaufende Ränder, Durchmesser ca. 11 m und Höhe ca. 0,6 m. | 34824417 | BW   |
| 53° 8′ 46″ N, 9° 54′ 26″ O | Haverbeck 70 | Kleine, kräftige Kuppe und abgesetzte Ränder, Durchmesser ca. 11 m und Höhe ca. 0,6 m. In der Mitte ein altes rundes Grabungsloch, am Südwestrand eine Eingrabung.                                                         | 34824418 | BW   |
| 53° 8′ 40″ N, 9° 54′ 24″ O | Haverbeck 71 | Durchmesser ca. 13 m und Höhe ca. 0,8 m. Kräftige Kuppe mit abgesetzten Rändern. In der Mitte ein runder, tiefer Ausgrabungskrater mit 4,5 m Durchmesser.                                                                  | 34824508 | BW   |
| 53° 8′ 41″ N, 9° 54′ 20″ O | Haverbeck 72 | Flach gewölbte Kuppe und abgesetzten Rändern, Durchmesser ca. 14 m und Höhe ca. 0,7 m. In der Mitte ein großer, tiefer, runder Krater.                                                                                     | 34824509 | BW   |
| 53° 8′ 41″ N, 9° 54′ 18″ O | Haverbeck 73 | Kräftige Kuppe und abgesetzte Ränder, in der Mitte ein tiefer, runder Krater, Durchmesser ca. 15 m und Höhe ca. 1,3 m. | 34824510 | BW   |
| 53° 8′ 42″ N, 9° 54′ 16″ O | Haverbeck 74 | Kräftige Kuppe und abgesetzte Ränder und einem alten, runden Grabungstrichter in der Mitte, Durchmesser ca. 13 m und Höhe ca. 1,1 m. Weiterhin ein Suchschnitt von Osten in Richtung Zentrum. Oberfläche stark angefahren. | 34824571 | BW   |
| 53° 8′ 43″ N, 9° 54′ 15″ O | Haverbeck 75 | Flach gewölbte Kuppe und sanft auslaufende Ränder, Durchmesser ca. 14 m und Höhe ca. 0,9 m. Mitte durch zwei Gräben unregelmäßig zergraben.                                                                                | 34824572 | BW   |
| 53° 8′ 43″ N, 9° 54′ 16″ O | Haverbeck 76 | Flache Kuppe und abgesetzte Ränder, Durchmesser ca. 17 m und Höhe ca. 0,7 m. In der Mitte ein tiefer, alter Krater. | 34824573 | BW   |
| 53° 8′ 43″ N, 9° 54′ 18″ O | Haverbeck 77 | Kleine, flach gewölbte Kuppe, Durchmesser ca. 9 m und Höhe ca. 0,7 m. In Nord-Süd-Richtung mit breitem Suchgraben bis zur Sohle durchschnitten.                                                                            | 34824642 | BW   |
| 53° 8′ 42″ N, 9° 54′ 14″ O | Haverbeck 78 | Flache Kuppe mit auslaufenden Rändern, Durchmesser ca. 9 m und Höhe ca. 0,6 m. In Ost-West-Richtung von alten Suchgraben durchzogen.                                                                                       | 34824643 | BW   |

## Hörpel
| Lage                       | Bezeichnung         | Beschreibung                                                                          | ID       | Bild |
| -------------------------- | ------------------- | ------------------------------------------------------------------------------------- | -------- | ---- |
| 53° 8′ 49″ N, 10° 2′ 43″ O | Hörpel 1, Grabhügel | Flache Kuppe und sanft auslaufende Ränder, Durchmesser ca. 17 m und Höhe ca. 1,0 m.   | 34825745 | BW   |
| 53° 8′ 50″ N, 10° 2′ 43″ O | Hörpel 2, Grabhügel | Flache Kuppe und sanft auslaufende Ränder, Durchmesser ca. 13 m und Höhe ca. 0,8 m.   | 34825746 | BW   |
| 53° 8′ 46″ N, 10° 2′ 50″ O | Hörpel 3, Grabhügel | Gewölbte Kuppe und sanft auslaufende Ränder, Durchmesser ca. 17 m und Höhe ca. 1,2 m. | 34825869 | BW   |

### Hörpel 18
- ID:34823396
- Grabhügelfeld: Eine Gruppe von ehemals 21 Grabhügeln. Die Grabhügel mit den FStNr. 26–28, 33, 34 und 36–38 sind zerstört. Die verbliebenen haben einen Durchmesser von 5–14 m und sind 0,2–0,7 m hoch.

| Lage                       | Bezeichnung | Beschreibung | ID       | Bild |
| -------------------------- | ----------- | --- | -------- | ---- |
| 53° 8′ 38″ N, 10° 0′ 51″ O | Hörpel 18   | | 34820371 | BW   |
| 53° 8′ 38″ N, 10° 0′ 52″ O | Hörpel 19   | Flache Kuppe und umlaufende Rinne, Durchmesser ca. 8 m und Höhe 0,4 m.                                              | 34820372 | BW   |
| 53° 8′ 39″ N, 10° 0′ 50″ O | Hörpel 20   | Flache Kuppe, Durchmesser ca. 11 m und Höhe ca. 0,9 m. Südteil gut erhalten, Nordhälfte abgegraben.                 | 34820448 | BW   |
| 53° 8′ 38″ N, 10° 0′ 49″ O | Hörpel 21   | Flache Kuppe, Durchmesser ca. 14 m und Höhe ca. 0,7 m. In der Mitte eine große, unregelmäßige Grube.                | 34820449 | BW   |
| 53° 8′ 39″ N, 10° 0′ 49″ O | Hörpel 22   | Flache Kuppe, Durchmesser ca. 6 m und Höhe ca. 0,4 m. Oberfläche unregelmäßig zerwühlt, mit großen Grabungslöchern. | 34820450 | BW   |
| 53° 8′ 39″ N, 10° 0′ 50″ O | Hörpel 23   | Annähernd rund, Durchmesser ca. 12 m und Höhe ca. 0,6 m.                                                            | 34820522 | BW   |
| 53° 8′ 39″ N, 10° 0′ 51″ O | Hörpel 24   | Flache Kuppe, Durchmesser ca. 9 m und Höhe ca. 0,6 m.                                                               | 34820523 | BW   |
| 53° 8′ 39″ N, 10° 0′ 52″ O | Hörpel 25   | Flache Kuppe, Südseite von Weg angeschnitten, Durchmesser ca. 11 m und Höhe ca. 0,7 m.                              | 34820524 | BW   |
| 53° 8′ 40″ N, 10° 0′ 52″ O | Hörpel 29   | Flache Kuppe, Durchmesser ca. 10 m und Höhe ca. 0,5 m.                                                              | 34820841 | BW   |
| 53° 8′ 40″ N, 10° 0′ 51″ O | Hörpel 30   | Flache Kuppe, Durchmesser ca. 10 m und Höhe ca. 0,6 m.                                                              | 34820842 | BW   |
| 53° 8′ 40″ N, 10° 0′ 52″ O | Hörpel 31   | Sehr flache Kuppe und verwaschene Ränder, Durchmesser ca. 5 m und Höhe ca. 0,15 m.                                  | 34820843 | BW   |
| 53° 8′ 40″ N, 10° 0′ 50″ O | Hörpel 32   | Flache Kuppe mit abgesetzten Kanten, Durchmesser ca. 8 m und Höhe ca. 0,5 m.                                        | 34820961 | BW   |
| 53° 8′ 40″ N, 10° 0′ 49″ O | Hörpel 35   | | 34821025 | BW   |

## Hützel
| Lage                      | Bezeichnung | Beschreibung                                  | ID       | Bild |
| ------------------------- | ----------- | --------------------------------------------- | -------- | ---- |
| 53° 6′ 23″ N, 10° 2′ 1″ O | Hützel 13   | Rund, Durchmesser ca. 7 m und Höhe ca. 0,3 m. | 34822940 | BW   |

### Hützel 1
- ID:34822979
- Von dem Grabhügelfeld, mit ehemals zehn Grabhügeln, sind heute noch acht Grabhügel (FStNr. 1, 6–10) sowie die FStNr. 55 und 56 erhalten.

| Lage                       | Bezeichnung | Beschreibung | ID       | Bild |
| -------------------------- | ----------- | --- | -------- | ---- |
| 53° 5′ 34″ N, 10° 0′ 37″ O | Hützel 1    | Flach gewölbte Kuppe und abgesetzte Ränder, Durchmesser ca. 14 m und Höhe ca. 1,3 m. In der Mitte eine flache Delle.               | 34822606 | BW   |
| 53° 5′ 38″ N, 10° 0′ 33″ O | Hützel 6    | Rund mit deutlich abgesetztem Rand, Durchmesser ca. 12 m und Höhe ca. 0,5–0,6 m.                                                   | 34822794 | BW   |
| 53° 5′ 38″ N, 10° 0′ 31″ O | Hützel 7    | Fließend in Düne übergehend. Durchmesser ca. 10 m, Höhe 0,75 m.                                                                    | 34822795 | BW   |
| 53° 5′ 36″ N, 10° 0′ 29″ O | Hützel 8    | Flache Kuppe und verwaschene Ränder, Durchmesser ca. 14 m und Höhe ca. 0,8 m. In der Mitte ein flacher Krater von 3 m Durchmesser. | 34822796 | BW   |
| 53° 5′ 37″ N, 10° 0′ 31″ O | Hützel 9    | Rund mit deutlich abgesetztem Rand, Durchmesser ca. 13 m und Höhe ca. 0,8 m.                                                       | 34822880 | BW   |
| 53° 5′ 33″ N, 10° 0′ 30″ O | Hützel 10   | Flache Kuppe und sanft auslaufende Ränder, Durchmesser ca. 10 m und Höhe ca. 0,6 m.                                                | 34822881 | BW   |
| 53° 5′ 36″ N, 10° 0′ 27″ O | Hützel 55   | Flach, verwaschen mit deutlich abgesetztem Rand, Durchmesser ca. 9 m und Höhe ca. 0,45 m.                                          | 34823217 | BW   |
| 53° 5′ 37″ N, 10° 0′ 28″ O | Hützel 56   | Hälfte von Bahndamm angeschnitten. Erhaltener Rest: Durchmesser ca. 10 m und Höhe ca. 0,5 m.                                       | 34823218 | BW   |

## Volkwardingen
| Lage                       | Bezeichnung                 | Beschreibung | ID       | Bild |
| -------------------------- | --------------------------- | --- | -------- | ---- |
| 53° 7′ 18″ N, 10° 0′ 41″ O | Volkwardingen 13, Grabhügel | Annähernd rund, Durchmesser ca. 6 m und Höhe ca. 0,4 m.                                                                        | 34822113 | BW   |
| 53° 8′ 46″ N, 9° 59′ 40″ O | Volkwardingen 26, Grabhügel | Kräftige Kuppe und sanft auslaufende Kanten, Durchmesser ca. 19 m und Höhe ca. 1,7 m.                                          | 34822383 | BW   |
| 53° 7′ 14″ N, 9° 59′ 23″ O | Volkwardingen 28, Grabhügel | Rund mit Einkuhlungen, Durchmesser ca. 13 m und Höhe ca. 0,5 m.                                                                | 34822436 | BW   |
| 53° 8′ 24″ N, 9° 59′ 30″ O | Volkwardingen 33, Grabhügel | Flach mit sanft auslaufenden Rändern, Durchmesser ca. 13 m und Höhe ca. 0,7 m. Der Südostbereich eingesunken.                  | 34822455 | BW   |
| 53° 7′ 15″ N, 10° 0′ 44″ O | Volkwardingen 38, Grabhügel | Kleine Kuppenmulde, am Westrand stark abgetragen, Durchmesser ca. 9 m und Höhe ca. 0,3 m, bei Aufforstungsarbeiten überpflügt. | 34822637 | BW   |
| 53° 7′ 14″ N, 10° 0′ 47″ O | Volkwardingen 39, Grabhügel | | 34822638 | BW   |
| 53° 7′ 13″ N, 10° 0′ 48″ O | Volkwardingen 40, Grabhügel | Annähernd rund mit abgesetzten Rändern, Durchmesser ca. 13 m und Höhe ca. 0,8 m.                                               | 34822782 | BW   |
| 53° 8′ 29″ N, 10° 0′ 17″ O | Volkwardingen 71, Grabhügel | Durchmesser ca. 9 m und Höhe ca. 0,2 m, auseinandergeflossene Form.                                                            | 34823646 | BW   |
| 53° 7′ 59″ N, 9° 59′ 46″ O | Volkwardingen 76, Grabhügel | Durchmesser ca. 12 m und Höhe ca. 0,8 m, mit drei großen Eingrabungen.                                                         | 34823743 | BW   |
| 53° 7′ 14″ N, 10° 1′ 1″ O  | Volkwardingen 78, Grabhügel | | 34823745 | BW   |
| 53° 7′ 42″ N, 9° 58′ 43″ O | Volkwardingen 80, Grabhügel | Verwaschene Ränder, Durchmesser ca. 12 m und Höhe ca. 0,4 m.                                                                   | 34823885 | BW   |

### Volkwardingen 1
- ID:34822740
- Das Grabhügelfeld besteht aus einer Gruppe von ehemals sieben Grabhügeln. Die FStNr. 1 und 31 sind vollständig abgetragen. Die fünf erhaltenen Grabhügel haben einen Durchmesser von 6–12 m und sind 0,2–0,5 m hoch.

| Lage                       | Bezeichnung     | Beschreibung | ID       | Bild |
| -------------------------- | --------------- | --- | -------- | ---- |
| 53° 7′ 18″ N, 10° 0′ 47″ O | Volkwardingen 2 | Annähernd rund, Durchmesser ca. 10 m und Höhe ca. 0,5 m.                                                             | 34821779 | BW   |
| 53° 7′ 18″ N, 10° 0′ 47″ O | Volkwardingen 3 | Annähernd rund, Durchmesser ca. 7 m und Höhe ca. 0,3 m. Einkuhlungen an der Oberfläche.                              | 34821813 | BW   |
| 53° 7′ 18″ N, 10° 0′ 46″ O | Volkwardingen 4 | Ehemals annähernd rund, Durchmesser ca. 6 m und Höhe ca. 0,2 m. Nördliche Hügelmitte eingedrückt.                    | 34821814 | BW   |
| 53° 7′ 18″ N, 10° 0′ 47″ O | Volkwardingen 5 | Annähernd rund, Durchmesser ca. 6 m und Höhe ca. 0,2 m. Nördlicher Rand fließend in den Hang übergehend.             | 34821815 | BW   |
| 53° 7′ 17″ N, 10° 0′ 48″ O | Volkwardingen 6 | Flache Kuppe und sanft auslaufenden Rändern, Durchmesser ca. 7 m und Höhe ca. 0,5 m, im Osten von Weg angeschnitten. | 34821903 | BW   |

### Volkwardingen 16
- ID:34823675
- Das Grabhügelfeld besteht aus einer Gruppe von 12 Grabhügeln. Erhalten sind die Grabhügel mit den FStNr. 16–19 und 25 mit 10–16 m Durchmesser und 0,3–1,1 m Höhe. 1970 wurden fünf Grabhügel (FStNr. 20–23, 72) ausgegraben.

| Lage                       | Bezeichnung      | Beschreibung | ID       | Bild |
| -------------------------- | ---------------- | --- | -------- | ---- |
| 53° 7′ 32″ N, 9° 58′ 48″ O | Volkwardingen 16 | Flache Kuppe und sanft auslaufende Ränder, Durchmesser ca. 14 m und Höhe ca. 1,1 m. Mitte unversehrt, nur eine kleine Kuppenmulde. Nordostrand beschädigt. | 34822165 | BW   |
| 53° 7′ 33″ N, 9° 58′ 47″ O | Volkwardingen 17 | Durchmesser ca. 10 m und Höhe noch ca. 0,3 m. | 34822166 | BW   |
| 53° 7′ 33″ N, 9° 58′ 49″ O | Volkwardingen 18 | Flache Kuppe und sanft auslaufende Kanten, Durchmesser ca. 10 m und Höhe ca. 0,6 m. Ränder stark beschädigt, Oberfläche unregelmäßig verwühlt.             | 34822167 | BW   |
| 53° 7′ 34″ N, 9° 58′ 48″ O | Volkwardingen 19 | Kleine, flache Kuppe und verwaschene Kanten, Durchmesser ca. 12 m und Höhe ca. 0,5 m.                                                                      | 34822233 | BW   |
| 53° 7′ 37″ N, 9° 58′ 50″ O | Volkwardingen 25 | Durchmesser ca. 12 m und Höhe ca. 0,6 m, zentrale Einsenkung.                                                                                              | 34822382 | BW   |

### Volkwardingen 43
- ID:34823290
- Das Grabhügelfeld umfasst eine Gruppe von vier runden und einem länglichen Grabhügel. Durchmesser 10–14 m und Höhen 0,4–1,2 m.

| Lage                       | Bezeichnung      | Beschreibung | ID       | Bild |
| -------------------------- | ---------------- | --- | -------- | ---- |
| 53° 7′ 51″ N, 9° 58′ 56″ O | Volkwardingen 43 | Ebenmäßig gewölbt, Durchmesser ca. 16 m und Höhe ca. 0,8 m. Nordrand abgesetzt, übrige Ränder allmählich abfallend.            | 34822891 | BW   |
| 53° 7′ 47″ N, 9° 58′ 52″ O | Volkwardingen 44 | Abgeflachte Mitte und abgesetzter Rand, Durchmesser ca. 15 m und Höhe ca. 1,1 m.                                               | 34822892 | BW   |
| 53° 7′ 47″ N, 9° 58′ 49″ O | Volkwardingen 45 | Ebenmäßig länglich, in Nord-Süd Richtung orientiert, mit abgesetztem Rand, Länge ca. 20 m, Breite ca. 17 m und Höhe ca. 1,0 m. | 34822893 | BW   |
| 53° 7′ 47″ N, 9° 58′ 48″ O | Volkwardingen 46 | Rand im Osten und Westen allmählich abfallend, im Süden und Norden abgesetzt, Durchmesser ca. 14 m und Höhe ca. 1,2 m.         | 34822936 | BW   |
| 53° 7′ 46″ N, 9° 58′ 48″ O | Volkwardingen 79 | Durchmesser ca. 10 m und Höhe ca. 0,4 m. Kaum noch als Grabhügel erkennbar.                                                    | 34823884 | BW   |

### Volkwardingen 47
- ID:34822138
- Das Grabhügelfeld umfasst eine Gruppe von ehemals vermutlich 26 Grabhügeln. Davon sind heute noch 18 Grabhügel im Gelände erhalten (FStNr. 47–54, 58–66 und 75). Von diesen wurden drei nach der Ausgrabung vor Ort rekonstruiert. Acht Grabhügel bzw. Grabhügelreste sind obertägig zerstört, davon wurden die FStNr. 67 und 88 zuvor untersucht.

| Lage                       | Bezeichnung      | Beschreibung | ID       | Bild |
| -------------------------- | ---------------- | --- | -------- | ---- |
| 53° 7′ 50″ N, 9° 59′ 40″ O | Volkwardingen 47 | Vor der Ausgrabung im Jahre 1972 eine annähernd runde Erhebung. Unter einer Sandaufwehung wurde ein runder flacher Hügel von ca. 6 m Durchmesser und 0,4 m Höhe entdeckt. Die Steineinbauten dieses Hügels wurden nach Beendigung der Untersuchungen konserviert. Das Steinpflaster war nicht abgeräumt worden, sondern in situ verblieben. In den Störungszonen wurden, dem Originalbefund entsprechend, ortsfremde Gerölle passender Größe verlegt. Der Durchmesser des erhaltenen Steinpflasters: ca. 7 m. | 34822937 | BW   |
| 53° 7′ 50″ N, 9° 59′ 40″ O | Volkwardingen 48 | Annähernd rund, Durchmesser ca. 7 m und Höhe ca. 0,3 m. | 34822938 | BW   |
| 53° 7′ 49″ N, 9° 59′ 39″ O | Volkwardingen 49 | Annähernd rund, Durchmesser ca. 8 m und Höhe ca. 0,4 m. | 34823027 | BW   |
| 53° 7′ 51″ N, 9° 59′ 40″ O | Volkwardingen 50 | Annähernd rund, Durchmesser ca. 6 m und Höhe ca. 0,4 m. | 34823028 | BW   |
| 53° 7′ 51″ N, 9° 59′ 40″ O | Volkwardingen 51 | Annähernd rund, Durchmesser ca. 11 m und Höhe ca. 0,7 m. | 34823029 | BW   |
| 53° 7′ 54″ N, 9° 59′ 42″ O | Volkwardingen 52 | Steinkranz in seiner natürlichen Lage verblieben. Die Steinpackung der Sekundärbestattung ist rekonstruiert worden. Durchmesser der Steinpackung ca. 10 m. | 34823099 | BW   |
| 53° 7′ 53″ N, 9° 59′ 40″ O | Volkwardingen 53 | Annähernd rund, Durchmesser ca. 12 m und Höhe ca. 0,7 m. | 34823100 | BW   |
| 53° 7′ 53″ N, 9° 59′ 37″ O | Volkwardingen 54 | Annähernd rund, Durchmesser ca. 12 m und Höhe ca. 1,0 m, im nördlichen Bereich etwas eingedrückt. | 34823101 | BW   |
| 53° 7′ 49″ N, 9° 59′ 39″ O | Volkwardingen 58 | Flache Kuppe und sanft auslaufende Kanten, Durchmesser ca. 11 m und Höhe 0,7 m. | 34823336 | BW   |
| 53° 7′ 50″ N, 9° 59′ 39″ O | Volkwardingen 59 | Annähernd rund, Durchmesser ca. 11 m und Höhe ca. 0,4 m. | 34823337 | BW   |
| 53° 7′ 50″ N, 9° 59′ 37″ O | Volkwardingen 60 | Annähernd oval, Fläche ca. 6 × 8 m und Höhe ca. 0,6 m. | 34823338 | BW   |
| 53° 7′ 50″ N, 9° 59′ 37″ O | Volkwardingen 61 | Annähernd rund, Durchmesser ca. 6 m und Höhe ca. 0,4 m. | 34823381 | BW   |
| 53° 7′ 51″ N, 9° 59′ 37″ O | Volkwardingen 62 | Annähernd rund, Durchmesser ca. 11 m und Höhe ca. 0,6 m. | 34823382 | BW   |
| 53° 7′ 52″ N, 9° 59′ 42″ O | Volkwardingen 63 | Annähernd rund, Durchmesser ca. 13 m und Höhe ca. 0,5 m. | 34823383 | BW   |
| 53° 7′ 52″ N, 9° 59′ 44″ O | Volkwardingen 64 | Durch archäologischen Untersuchungen sind die Steinbauten des Grabhügels, zum Teil in originaler Lage, zum Teil in ihrer ursprünglichen Form rekonstruiert und stellenweise ergänzt worden. Durchmesser der rekonstruierten Steinpackung ca. 11 m. | 34823459 | BW   |
| 53° 7′ 50″ N, 9° 59′ 39″ O | Volkwardingen 65 | Annähernd rund, Durchmesser ca. 6 m und Höhe ca. 0,3 m. | 34823460 | BW   |
| 53° 7′ 52″ N, 9° 59′ 41″ O | Volkwardingen 66 | Annähernd rund, Durchmesser ca. 8 m und Höhe ca. 0,3 m. | 34823461 | BW   |
| 53° 7′ 53″ N, 9° 59′ 41″ O | Volkwardingen 75 | Annähernd rund, Durchmesser ca. 9 m und Höhe ca. 0,5 m. | 34823687 | BW   |

## Wilsede
| Lage                        | Bezeichnung           | Beschreibung | ID       | Bild |
| --------------------------- | --------------------- | --- | -------- | ---- |
| 53° 9′ 12″ N, 9° 56′ 23″ O  | Wilsede 1, Grabhügel  | Kleine flache Kuppe und sanft auslaufende Ränder, Durchmesser ca. 12 m und Höhe ca. 0,6 m.                                                                        | 34825863 | BW   |
| 53° 9′ 18″ N, 9° 57′ 2″ O   | Wilsede 3, Grabhügel  | Flach gewölbte Kuppe und sanft auslaufende Ränder, Durchmesser ca. 10 m und Höhe ca. 0,6 m.                                                                       | 34825901 | BW   |
| 53° 9′ 20″ N, 9° 56′ 53″ O  | Wilsede 4, Grabhügel  | Flach gewölbte Kuppe und abgesetzten Rändern, in der Mitte unregelmäßige Eindellungen, Durchmesser ca. 13 m und Höhe ca. 1 m.                                     | 34825902 | BW   |
| 53° 9′ 44″ N, 9° 56′ 48″ O  | Wilsede 18, Grabhügel | Flache Kuppe und verwaschene Ränder, Durchmesser ca. 12 m und Höhe ca. 0,6 m. Am Nordost- und am Südwestrand eine längliche Eingrabung.                           | 34820471 | BW   |
| 53° 9′ 41″ N, 9° 56′ 42″ O  | Wilsede 19, Grabhügel | Durchmesser ca. 8 m und Höhe ca. 0,3 m. | 34820472 | BW   |
| 53° 9′ 39″ N, 9° 56′ 49″ O  | Wilsede 20, Grabhügel | Flache, runde Kuppe und schwach abgesetzte Ränder, Durchmesser ca. 13 m und Höhe ca. 0,5 m.                                                                       | 34820569 | BW   |
| 53° 9′ 46″ N, 9° 56′ 58″ O  | Wilsede 21, Grabhügel | Flache Kuppe und sanft auslaufende Ränder, Durchmesser ca. 13 m und Höhe ca. 0,5 m.                                                                               | 34820570 | BW   |
| 53° 9′ 35″ N, 9° 57′ 22″ O  | Wilsede 23, Grabhügel | Annähernd rund mit flachgewölbter Kuppe und abgesetzten Rändern, Durchmesser ca. 17 m und Höhe ca. 0,8 m.                                                         | 34820664 | BW   |
| 53° 9′ 55″ N, 9° 58′ 20″ O  | Wilsede 25, Grabhügel | Annähernd rund mit völlig zergrabener Kuppe und sanft auslaufenden Rändern, Durchmesser ca. 8 m und Höhe ca. 0,3 m.                                               | 34820666 | BW   |
| 53° 9′ 57″ N, 9° 58′ 46″ O  | Wilsede 26, Grabhügel | Flache Kuppe und verwaschene Ränder, Durchmesser ca. 11 m und Höhe ca. 0,3 m.                                                                                     | 34820756 | BW   |
| 53° 10′ 34″ N, 9° 58′ 2″ O  | Wilsede 27, Grabhügel | Flache Kuppe und sanft auslaufende Ränder, Durchmesser ca. 17 m und Höhe ca. 0,7 m.                                                                               | 34820757 | BW   |
| 53° 10′ 36″ N, 9° 58′ 1″ O  | Wilsede 28, Grabhügel | Flache Kuppe und sanft auslaufende Ränder, in der Mitte ein längliches Loch, im nördlichen Bereich weitere Eindellungen, Durchmesser ca. 16 m und Höhe ca. 0,8 m. | 34820758 | BW   |
| 53° 10′ 37″ N, 9° 58′ 1″ O  | Wilsede 29, Grabhügel | Flache Kuppe und verwaschene Ränder, in der Mitte tiefer Krater, Durchmesser ca. 13 m und Höhe ca. 0,6 m.                                                         | 34820832 | BW   |
| 53° 10′ 42″ N, 9° 57′ 38″ O | Wilsede 30, Grabhügel | Flach gewölbte Kuppe und sanft auslaufenden Rändern, Durchmesser ca. 19 m und Höhe ca. 1,1 m, in der Mitte eine flache Eindellung.                                | 34820833 | BW   |
| 53° 10′ 9″ N, 9° 56′ 53″ O  | Wilsede 31, Grabhügel | Sehr flache Kuppe und verwaschenen Rändern, in der Mitte zerwühlt, Durchmesser ca. 8 m und Höhe ca. 0,4 m.                                                        | 34820834 | BW   |
| 53° 10′ 4″ N, 9° 58′ 31″ O  | Wilsede 32, Grabhügel | Rund mit vollständig zergrabener Kuppe, in der Mitte ein flacher Krater, Durchmesser ca. 16 m und Höhe ca. 0,7 m.                                                 | 34820992 | BW   |
| 53° 8′ 49″ N, 9° 58′ 32″ O  | Wilsede 34, Wüstung   | Bei der kleinen Hofstelle handelt es sich um ein System von flachen Wällen und aufgesetzten Mauern eines früheren Hauses.                                         | 34820994 | BW   |
| 53° 9′ 17″ N, 9° 57′ 4″ O   | Wilsede 41, Grabhügel | Annähernd rund, Durchmesser ca. 8 m und Höhe 0,4 m. | 34820558 | BW   |
| 53° 10′ 17″ N, 9° 59′ 51″ O | Wilsede 44, Grabhügel | Annähernd rund, Durchmesser ca. 17 m und Höhe ca. 1,0 m. | 34821301 | BW   |
| 53° 9′ 16″ N, 9° 57′ 5″ O   | Wilsede 61, Grabhügel | Annähernd rund, Durchmesser ca. 4 m und Höhe ca. 0,3 m. | 34824983 | BW   |
| 53° 10′ 15″ N, 9° 59′ 58″ O | Wilsede 62, Grabhügel | Rund, Durchmesser ca. 10 m und Höhe ca. 0,5 m. | 34824762 | BW   |

### Wilsede 5
- ID:34824434
- Das Grabhügelfeld umfasst eine Gruppe von elf Grabhügeln mit 10–13 m Durchmesser und 0,6–1,3 m Höhe. Der Grabhügel mit der FStNr. 13 wurde 1959 ausgegraben und ist inzwischen wieder restauriert worden.

| Lage                       | Bezeichnung | Beschreibung | ID       | Bild |
| -------------------------- | ----------- | --- | -------- | ---- |
| 53° 9′ 22″ N, 9° 56′ 45″ O | Wilsede 5   | Flache Kuppe und sanft abgesetzte Ränder, tiefer Grabungstrichter, Durchmesser ca. 12 m und Höhe ca. 0,7 m.                                                                    | 34825963 | BW   |
| 53° 9′ 27″ N, 9° 56′ 50″ O | Wilsede 6   | Flach gewölbte Kuppe und sanft auslaufende Ränder, Durchmesser ca. 18 m und Höhe ca. 1,3 m.                                                                                    | 34825964 | BW   |
| 53° 9′ 28″ N, 9° 56′ 52″ O | Wilsede 7   | Flache Kuppe und sanft auslaufende Ränder, in der Mitte eine flache Eindellung, Durchmesser ca. 12 m und Höhe ca. 0,8 m. Nordwestrand von alter Wegespur leicht angeschnitten. | 34825965 | BW   |
| 53° 9′ 28″ N, 9° 56′ 50″ O | Wilsede 8   | Flache Kuppe und schwach abgesetzte Ränder, eine längliche Delle in der Mitte, Durchmesser ca. 12 m und Höhe ca. 0,6 m. Nordwestrand beim Wegebau etwas angeschnitten.         | 34826076 | BW   |
| 53° 9′ 29″ N, 9° 56′ 49″ O | Wilsede 9   | Flache Kuppe und sanft auslaufende Ränder, Durchmesser ca. 12 m und Höhe ca. 0,7 m. Südostrand von Weg angeschnitten.                                                          | 34826077 | BW   |
| 53° 9′ 29″ N, 9° 56′ 47″ O | Wilsede 10  | Flache Kuppe und abgesetzten Ränder, Durchmesser ca. 11 m und Höhe ca. 0,6 m.                                                                                                  | 34826078 | BW   |
| 53° 9′ 24″ N, 9° 56′ 43″ O | Wilsede 11  | Flach gewölbte Kuppe und sanft auslaufende Ränder, Durchmesser ca. 12 m und Höhe ca. 0,7 m.                                                                                    | 34826135 | BW   |
| 53° 9′ 22″ N, 9° 56′ 33″ O | Wilsede 12  | Ungestört mit flach gewölbter Kuppe und abgesetzten Rändern, Durchmesser ca. 14 m und Höhe ca. 0,9 m.                                                                          | 34826136 | BW   |
| 53° 9′ 23″ N, 9° 56′ 36″ O | Wilsede 13  | Im Jahre 1959 von G. Jacob-Friesen eine Grabung durchgeführt. Anschließend mit einem Durchmesser ca. 11 m und Höhe ca. 0,6 m restauriert.                                      | 34826137 | BW   |
| 53° 9′ 26″ N, 9° 56′ 34″ O | Wilsede 14  | Flache Kuppe und schwach abgesetzte Ränder, in der Mitte eine flache Delle, Durchmesser ca. 15 m und Höhe ca. 0,7 m.                                                           | 34820389 | BW   |
| 53° 9′ 24″ N, 9° 56′ 37″ O | Wilsede 15  | Kleine kräftige Kuppe und deutlich abgesetzte Ränder, Durchmesser ca. 11 m und Höhe ca. 1,3 m.                                                                                 | 34820390 | BW   |